# 聖瑪爾塔迪佩納吉昂
41°13′24″N 7°49′11″W / 41.22333°N 7.81972°W
聖瑪爾塔迪佩納吉昂（葡萄牙語：Santa Marta de Penaguião），是葡萄牙的城鎮，位於該國北部，由雷亞爾城區負責管轄，始建於1202年，面積69.28平方公里，2011年人口7,356，人口密度每平方公里106.18人。